# Eficacia luminosa
La eficacia luminosa de una fuente de luz es la relación existente entre el flujo luminoso (en lúmenes) emitido por una fuente de luz y la potencia (en vatios)W. 
Dependiendo del contexto, la potencia puede ser el flujo radiante o puede ser la potencia eléctrica consumida por la fuente.
En el primero de los casos se la suele denominar eficacia luminosa de la radiación (LER) y en el segundo eficacia luminosa de una fuente (LES) o también rendimiento luminoso.

## Eficacia luminosa de la radiación

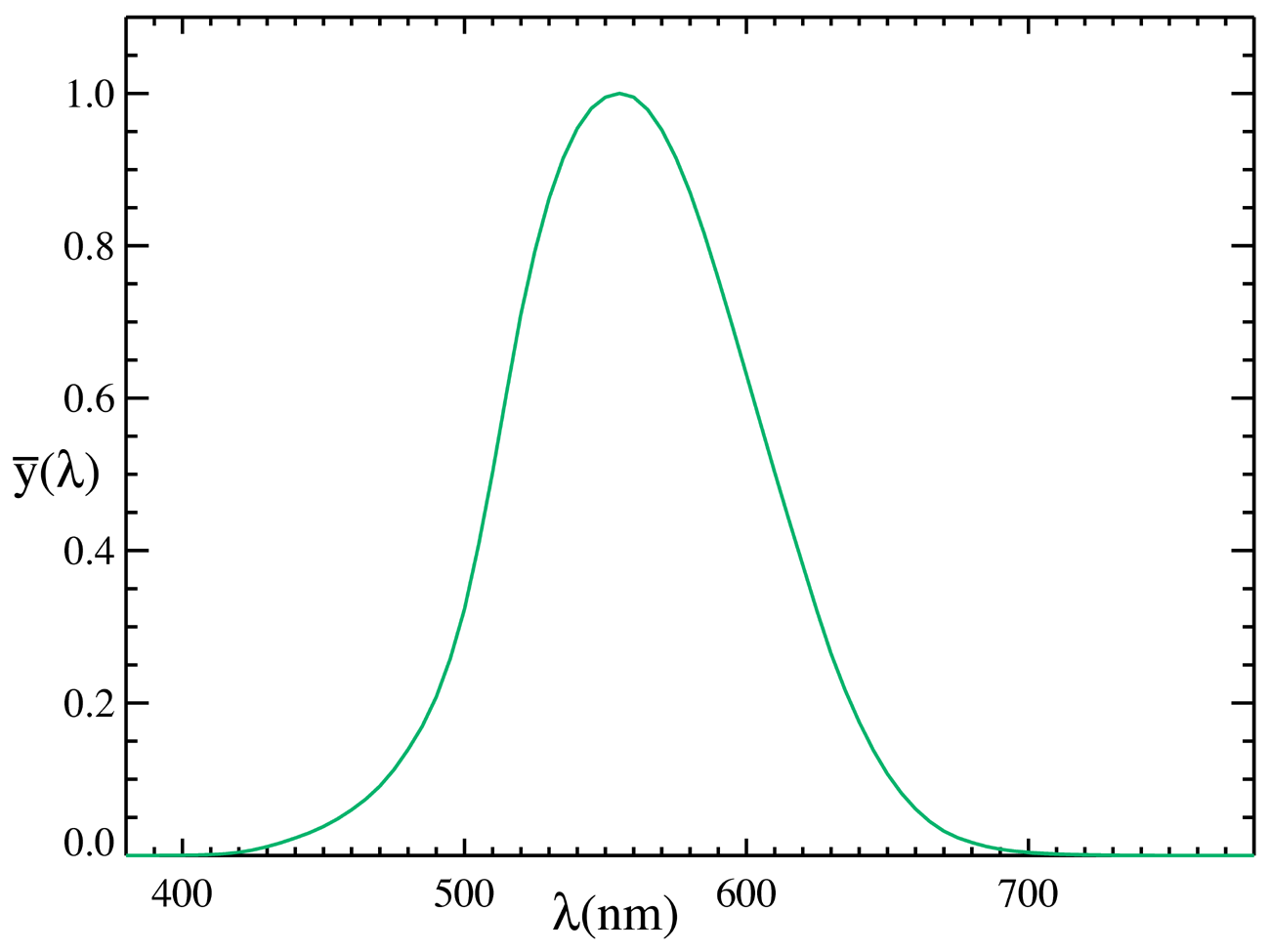
Respuesta de un ojo humano tipo a la luz, según estandarización de la CIE en 1924.

La eficacia luminosa de la radiación mide la parte de energía electromagnética que se usa para iluminar y se obtiene dividiendo el flujo luminoso por el flujo radiante.
En el SI, la eficacia luminosa viene expresada en lúmenes por vatio (lm/W). La eficacia luminosa de una radiación tiene un valor máximo posible de 683 lm/W, para el caso de una luz monocromática de una longitud de onda de 555 nanómetros (verde).

## Eficacia luminosa de una fuente
La eficacia  luminosa de una fuente de luz o rendimiento luminoso mide la parte de energía eléctrica que se usa para iluminar y se  obtiene dividiendo el flujo luminoso emitido por la potencia eléctrica consumida.

## Eficacia y eficiencia
En otros sistemas de unidades diferentes al SI, el flujo luminoso tiene las mismas unidades que el flujo radiante, la eficacia luminosa de la radiación es entonces adimensional y a menudo se le denomina eficiencia luminosa o Coeficiente Luminoso y puede ser expresada como un porcentaje. También es usual elegir que unidades tales como la eficacia máxima posible, 683 lm/W, correspondan a una eficiencia del 100%. La distinción entre eficacia y eficiencia no es siempre mantenida con rigor en algunas publicaciones o escritos técnicos, por lo que no es raro ver eficiencias expresadas en lumenes por vatio y eficacias expresadas como un porcentaje.

## Ejemplos
La siguiente tabla muestra las Eficacias y eficiencias luminosas de varias fuentes de luz:
| Categoría           | Tipo                                               | Eficacia luminosa (lm/W) | Eficiencia luminosa |
| ------------------- | -------------------------------------------------- | ------------------------ | ------------------- |
| Combustión          | vela                                               | 0.3                      | 0.04%               |
| Combustión          | gas natural                                        | 1–2                      | 0.15–0.3%           |
| Incandescente       | 100–200 W tungsteno incandescente (230 V)          | 13.8–15.2                | 2.0–2.2%            |
| Incandescente       | 100–200–500 W tungsteno halógeno (230 V)           | 16.7–17.6–19.8           | 2.4–2.6–2.9%        |
| Incandescente       | 5–40–100 W tungsteno incandescente (120 V)         | 5–12.6–17.5              | 0.7–1.8–2.6%        |
| Incandescente       | lámparas fotográficas y de proyección              | 35                       | 5.1%                |
| Lámpara LED         | LED blanco (sin fuente de alimentación)            | 4.5–200                  | 0.66–29.2%          |
| Lámpara LED         | 4.1 W lámpara LED de Rosca Edison (120 V)          | 58.5–82.9                | 8.6–12.1%           |
| Lámpara LED         | 7 W LED PAR20 (120 V)                              | 28.6.                    | 4.2%                |
| Lámpara de Arco     | Faros xenón                                        | 30–50                    | 4.4–7.3%            |
| Fluorescente        | T12 tubo con balasto magnético                     | 60                       | 9%                  |
| Fluorescente        | 9–32 W fluorescente compacta                       | 46–75                    | 8–11.45%            |
| Fluorescente        | T8 tubo con balasto electrónico                    | 80–100                   | 12–15%              |
| Fluorescente        | T5 tubo                                            | 70–104.2                 | 10–15.63%           |
| Lámpara de descarga | 1400 W lámpara de sulfuros                         | 100                      | 15%                 |
| Lámpara de descarga | Lámpara de haluro metálico                         | 65–115                   | 9.5–17%             |
| Lámpara de descarga | Lámpara de Sodio de Alta Presión                   | 85–150                   | 12–22%              |
| Lámpara de descarga | Lámpara de Sodio de Baja Presión                   | 100–200                  | 15–29%              |
| Fuentes ideales     | Cuerpo negro a 5800 K truncado al espectro visible | 251                      | 37%                 |
| Fuentes ideales     | Luz verde a 555 nm (máximo LER posible)            | 683,002                  | 100%                |

## Unidades
| Magnitud                          | Símbolo | Unidad                     | Símbolo | Notas                                                                  |
| --------------------------------- | ------- | -------------------------- | ------- | ---------------------------------------------------------------------- |
| Energía lumínica                  | Qv      | lumen segundo              | lm·s    | A veces se usa la denominación talbot, ajena al Sistema Internacional. |
| Flujo luminoso                    | Φv, F   | lumen (= cd·sr)            | lm      | Medida de la potencia luminosa.                                        |
| Intensidad luminosa               | Iv      | candela (= lm/sr)          | cd      | Es una medida de la intensidad luminosa.                               |
| Luminancia                        | Lv      | candela por metro cuadrado | cd/m2   | A veces se usa la denominación nit, ajena al Sistema Internacional.    |
| Iluminancia                       | Ev      | lux (= lm/m2)              | lx      | Usado para medir la incidencia de la luz sobre una superficie.         |
| Emitancia luminosa                | Mv      | lux (= lm/m2)              | lx      | Usado para medir la luz emitida por una superficie.                    |
| Exposición luminosa               | Hv      | lux segundo                | lx·s    | Iluminancia integrada en el tiempo.                                    |
| Eficacia luminosa de la radiación | K       | lumen por vatio            | lm/W    | Razón entre flujo luminoso y flujo radiante.                           |
| Eficacia luminosa de una fuente   | η       | lumen por vatio            | lm/W    | Razón entre flujo luminoso y potencia eléctrica consumida.             |